# Florent Rouamba
Florent Rouamba (Ouagadougou, 1986. december 31. –) Burkina Fasó-i válogatott labdarúgó, a Saint-Pryvé Saint-Hilaire FC játékosa.
A Burkina Fasó-i válogatott tagjaként részt vett a 2010-es, a 2012-es és a 2013-as afrikai nemzetek kupáján.

## Sikerei, díjai
Sheriff Tiraspol
- Moldáv bajnok (7): 2006-07, 2007-08, 2000-09, 2009-10, 2011-12, 2012-13, 2013-14
- Moldáv kupagyőztes (4): 2005-06, 2007-08, 2008-09, 2009-10

Burkina Faso
- Afrikai nemzetek kupája döntős (1): 2013